# Maglia Cupa
Maglia Cupa è un rilievo dei Monti del Cicolano che si trova nel Lazio, nella provincia di Rieti, nel comune di Borgorose.